# Víctor Manuel Battaini
 Víctor Manuel Battaini Treglia (Montevideo, 27 de octubre de 1947) apodado El Loco, exfutbolista y técnico de fútbol uruguayo nacionalizado ecuatoriano. 

## Trayectoria

### Como jugador
| Club            | País    | Año       |
| --------------- | ------- | --------- |
| Liverpool       | Uruguay | 1963-1965 |
| Peñarol         | Uruguay | 1966-1967 |
| Deportivo Quito | Ecuador | 1968-1978 |

### Como entrenador
- Deportivo Quito (asistente técnico) (1979 - 1980)
- Deportivo Quito - Campeón Serie B (Ecuador) (director técnico) (1980 - 1981)
- Deportivo Quito (director técnico) (1982 - 1985)
- Cotopaxi - Campeón Serie B (Ecuador) (director técnico) (1986)
- Deportivo Quito - Subcampeón Serie A (Ecuador) - Copa Libertadores de América (director técnico) (1987 - 1988)
- Deportivo Cuenca (director técnico) (1989)
- Liga de Portoviejo (director técnico) (1990)
- Aucas - Campeón Serie B (Ecuador) (director técnico) (1991)
- Deportivo Quito - Liguilla final (director técnico) (1992)
- Calvi (director técnico) (1993)
- Green Cross - Liguilla final (director técnico) (1994)
- Liga de Quito – Copa Conmebol (asistente técnico) (1995 - 1996)
- Espoli (asistente técnico) (1997)
- Universidad Católica - Campeón Serie B (Ecuador) (director técnico) (1998)
- Universidad Católica (director técnico) (1999)
- Liga de Portoviejo (director técnico) (2000)

### Como Coordinador
| Club                                               | País    | Año       |
| -------------------------------------------------- | ------- | --------- |
| Fútbol Mentalidad Ganadora - (coordinador técnico) | Ecuador | 2000-2008 |
| Deportivo Quito - (coordinador divisiones menores) | Ecuador | 2009-2015 |

### Distinciones individuales
| Distinción                                            | Año  |
| ----------------------------------------------------- | ---- |
| Máximo goleador del Campeonato Ecuatoriano (19 goles) | 1968 |